# Biathlon aux Jeux olympiques de 1964
Pour des articles plus généraux, voir Biathlon aux Jeux olympiques et Jeux olympiques d'hiver de 1964.
Navigation
Squaw Valley 1960 Grenoble 1968
L'épreuve de biathlon aux Jeux olympiques d'hiver de 1964 a lieu à Seefeld in Tirol le 4 février 1964.

## Médailles

### Podium
| Épreuves                             | Or                      | Argent                   | Bronze            |
| ------------------------------------ | ----------------------- | ------------------------ | ----------------- |
| 20 km individuel résultats détaillés | Vladimir Melanine (URS) | Aleksandr Privalov (URS) | Olav Jordet (NOR) |

### Tableau des médailles
| Rang  | Nation           | Or | Argent | Bronze | Total |
| ----- | ---------------- | -- | ------ | ------ | ----- |
| 1     | Union soviétique | 1  | 1      | 0      | 2     |
| 2     | Norvège          | 0  | 0      | 1      | 1     |
| Total | Total            | 1  | 1      | 1      | 3     |

## Résultats
Le Soviétique Vladimir Melanine, favori, remporte l'épreuve devant son compatriote Aleksandr Privalov. Pour chaque cible manquée, deux minutes de pénalité sont ajoutées au temps de l'athlète.
| Rang                                | Athlète                 | Pays             | Temps réel        | Pénalités (x 2 min) | Résultat final    | Retard         |
| ----------------------------------- | ----------------------- | ---------------- | ----------------- | ------------------- | ----------------- | -------------- |
| Médaille d'or, Jeux olympiques      | Vladimir Melanine       | Union soviétique | 1 h 20 min 26 s 8 | 0                   | 1 h 20 min 26 s 8 | -              |
| Médaille d'argent, Jeux olympiques  | Aleksandr Privalov      | Union soviétique | 1 h 23 min 42 s 5 | 0                   | 1 h 23 min 42 s 5 | +3 min 15 s 7  |
| Médaille de bronze, Jeux olympiques | Olav Jordet             | Norvège          | 1 h 22 min 38 s 8 | 1                   | 1 h 24 min 38 s 8 | +4 min 12 s 0  |
| 4                                   | Ragnar Tveiten          | Norvège          | 1 h 19 min 52 s 5 | 3                   | 1 h 25 min 52 s 5 | +5 min 25 s 7  |
| 5                                   | Vilmoş Gheorghe         | Roumanie         | 1 h 22 min 18 s 0 | 2                   | 1 h 26 min 18 s 0 | +5 min 51 s 2  |
| 6                                   | Józef Rubiś             | Pologne          | 1 h 22 min 31 s 6 | 2                   | 1 h 26 min 31 s 6 | +6 min 04 s 8  |
| 7                                   | Valentin Pshenitsyn     | Union soviétique | 1 h 22 min 59 s 0 | 2                   | 1 h 26 min 59 s 0 | +6 min 32 s 2  |
| 8                                   | Hannu Posti             | Finlande         | 1 h 25 min 16 s 5 | 1                   | 1 h 27 min 16 s 5 | +6 min 49 s 7  |
| 9                                   | John Güttke             | Suède            | 1 h 24 min 02 s 4 | 2                   | 1 h 28 min 02 s 4 | +7 min 35 s 6  |
| 10                                  | Nikolay Puzanov         | Union soviétique | 1 h 21 min 21 s 5 | 4                   | 1 h 29 min 21 s 5 | +8 min 54 s 7  |
| 11                                  | Jon Istad               | Norvège          | 1 h 23 min 24 s 8 | 3                   | 1 h 29 min 24 s 8 | +8 min 58 s 0  |
| 12                                  | Sture Ohlin             | Suède            | 1 h 25 min 46 s 0 | 2                   | 1 h 29 min 46 s 0 | +9 min 19 s 2  |
| 13                                  | Antti Tyrväinen         | Finlande         | 1 h 22 min 09 s 0 | 4                   | 1 h 30 min 09 s 0 | +9 min 42 s 2  |
| 14                                  | Constantin Carabela     | Roumanie         | 1 h 30 min 59 s 0 | 0                   | 1 h 30 min 59 s 0 | +10 min 32 s 2 |
| 15                                  | Veikko Hakulinen        | Finlande         | 1 h 19 min 37 s 9 | 6                   | 1 h 31 min 37 s 9 | +11 min 11 s 1 |
| 16                                  | Charlie Akers           | États-Unis       | 1 h 28 min 24 s 9 | 2                   | 1 h 32 min 24 s 9 | +11 min 58 s 1 |
| 17                                  | Sven-Olov Axelsson      | Suède            | 1 h 21 min 13 s 6 | 6                   | 1 h 33 min 13 s 6 | +12 min 46 s 8 |
| 18                                  | Stanisław Szczepaniak   | Pologne          | 1 h 27 min 43 s 5 | 3                   | 1 h 33 min 43 s 5 | +13 min 16 s 7 |
| 19                                  | Yuji Yamanaka           | Japon            | 1 h 29 min 51 s 8 | 2                   | 1 h 33 min 51 s 8 | +13 min 25 s 0 |
| 20                                  | Józef Gąsienica Sobczak | Pologne          | 1 h 22 min 00 s 6 | 6                   | 1 h 34 min 00 s 6 | +13 min 33 s 8 |
| 21                                  | Hans-Dieter Riechel     | Allemagne        | 1 h 28 min 30 s 9 | 3                   | 1 h 34 min 30 s 9 | +14 min 04 s 1 |
| 22                                  | Ola Wærhaug             | Norvège          | 1 h 24 min 38 s 0 | 5                   | 1 h 34 min 38 s 0 | +14 min 11 s 2 |
| 23                                  | Esko Marttinen          | Finlande         | 1 h 24 min 50 s 2 | 5                   | 1 h 34 min 50 s 2 | +14 min 23 s 4 |
| 24                                  | Egon Schnabel           | Allemagne        | 1 h 30 min 53 s 0 | 2                   | 1 h 34 min 53 s 0 | +14 min 26 s 2 |
| 25                                  | Sten Eriksson           | Suède            | 1 h 23 min 27 s 8 | 6                   | 1 h 35 min 27 s 8 | +15 min 01 s 0 |
| 26                                  | Yoshio Ninomine         | Japon            | 1 h 29 min 38 s 6 | 3                   | 1 h 35 min 38 s 6 | +15 min 11 s 8 |
| 27                                  | Gheorghe Cimpoia        | Roumanie         | 1 h 29 min 44 s 6 | 3                   | 1 h 35 min 44 s 6 | +15 min 17 s 8 |
| 28                                  | Hansjörg Farbmacher     | Autriche         | 1 h 28 min 11 s 3 | 4                   | 1 h 36 min 11 s 3 | +15 min 44 s 5 |
| 29                                  | John Dent               | Royaume-Uni      | 1 h 30 min 27 s 2 | 3                   | 1 h 36 min 27 s 2 | +16 min 00 s 4 |
| 30                                  | Bill Spencer            | États-Unis       | 1 h 28 min 49 s 8 | 4                   | 1 h 36 min 49 s 8 | +16 min 23 s 0 |
| 31                                  | Helmut Klöpsch          | Allemagne        | 1 h 32 min 08 s 5 | 3                   | 1 h 38 min 08 s 5 | +17 min 41 s 7 |
| 32                                  | Paul Romand             | France           | 1 h 22 min 51 s 2 | 8                   | 1 h 38 min 51 s 2 | +18 min 24 s 4 |
| 33                                  | Dieter Ritter           | Allemagne        | 1 h 22 min 51 s 4 | 8                   | 1 h 38 min 51 s 4 | +18 min 24 s 6 |
| 34                                  | Walter Müller           | Autriche         | 1 h 25 min 12 s 3 | 7                   | 1 h 39 min 12 s 3 | +18 min 45 s 5 |
| 35                                  | Stanisław Styrczula     | Pologne          | 1 h 32 min 52 s 1 | 4                   | 1 h 40 min 52 s 1 | +20 min 25 s 3 |
| 36                                  | Peter Lahdenpera        | États-Unis       | 1 h 27 min 04 s 7 | 8                   | 1 h 43 min 04 s 7 | +22 min 37 s 9 |
| 37                                  | Alan Notley             | Royaume-Uni      | 1 h 36 min 10 s 3 | 5                   | 1 h 46 min 10 s 3 | +25 min 43 s 5 |
| 38                                  | Bayanjavyn Damdinjav    | Mongolie         | 1 h 32 min 19 s 7 | 7                   | 1 h 46 min 19 s 7 | +25 min 52 s 9 |
| 39                                  | Paul Renne              | États-Unis       | 1 h 34 min 45 s 9 | 6                   | 1 h 46 min 45 s 9 | +26 min 19 s 1 |
| 40                                  | John Moore              | Royaume-Uni      | 1 h 27 min 49 s 4 | 10                  | 1 h 47 min 49 s 4 | +27 min 22 s 6 |
| 41                                  | Adolf Scherwitzl        | Autriche         | 1 h 36 min 12 s 7 | 6                   | 1 h 48 min 12 s 7 | +27 min 45 s 9 |
| 42                                  | Bizyaagiin Dashgai      | Mongolie         | 1 h 31 min 26 s 0 | 10                  | 1 h 51 min 26 s 0 | +30 min 59 s 2 |
| 43                                  | Roderick Tuck           | Royaume-Uni      | 1 h 33 min 55 s 5 | 9                   | 1 h 51 min 55 s 5 | +31 min 28 s 7 |
| 44                                  | Tudeviin Lkhamsüren     | Mongolie         | 1 h 37 min 10 s 1 | 8                   | 1 h 53 min 10 s 1 | +32 min 43 s 3 |
| 45                                  | Marcel Vogel            | Suisse           | 1 h 29 min 14 s 1 | 12                  | 1 h 53 min 14 s 1 | +32 min 47 s 3 |
| 46                                  | Erich Schönbächler      | Suisse           | 1 h 29 min 59 s 5 | 12                  | 1 h 53 min 59 s 5 | +33 min 32 s 7 |
| 47                                  | Willy Junod             | Suisse           | 1 h 28 min 00 s 7 | 13                  | 1 h 54 min 00 s 7 | +33 min 33 s 9 |
| 48                                  | Peter Gerig             | Suisse           | 1 h 30 min 32 s 5 | 16                  | 2 h 02 min 32 s 5 | +42 min 05 s 7 |
| 49                                  | Tsambyn Danzan          | Mongolie         | 1 h 36 min 45 s 6 | 15                  | 2 h 06 min 45 s 6 | +46 min 18 s 8 |
| -                                   | Paul Ernst              | Autriche         | N'a pas terminé   | -                   | -                 | -              |
| -                                   | Nicolae Bărbăşescu      | Roumanie         | N'a pas terminé   | -                   | -                 | -              |